# Dodici fatiche di Eracle

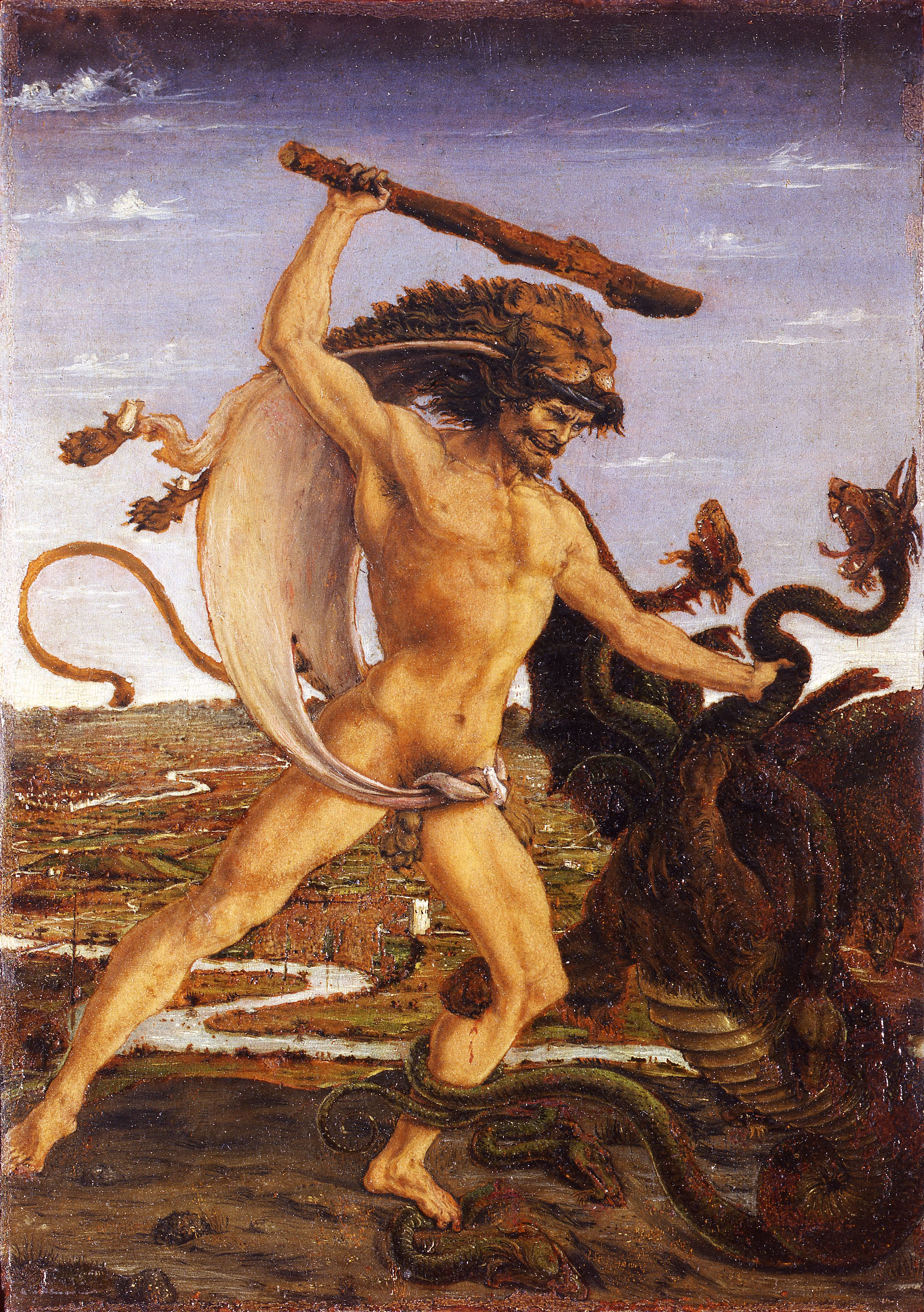
Ercole e l'Idra di Lerna di Antonio Pollaiolo (Firenze, Galleria degli Uffizi).

Le dodici fatiche (in greco dodekathlos) di Eracle, poi Ercole nella mitologia romana, sono una serie di episodi della mitologia greca, riuniti a posteriori in un unico racconto, che riguardano le imprese compiute dall'eroe Eracle per espiare il fatto di essersi reso colpevole della morte della sua famiglia. Secondo un'ipotesi, il ciclo delle dodici fatiche sarebbe stato per la prima volta fissato in un poema andato perduto, l'Eracleia, scritto attorno al 600 a.C. da Pisandro di Rodi. Attualmente le fatiche di Eracle non sono presenti tutte insieme in un singolo testo, ma si devono raccogliere da fonti diverse.
Nelle metope del Tempio di Zeus ad Olimpia, che risalgono al 450 a.C. circa, si trova una famosa rappresentazione scultorea delle Fatiche: potrebbe essere stato proprio il numero di queste metope, 12 appunto, ad aver fin dai tempi antichi indotto a fissare a questa cifra il tradizionale numero delle imprese.

## Premessa
Zeus, dopo aver reso Alcmena incinta di Eracle, proclama che il primo bambino da allora in poi nato dalla stirpe di Perseo sarebbe diventato re di Tirinto e di Micene. La moglie di Zeus, Era, però, sentito questo, fa in modo di anticipare di due mesi la nascita di Euristeo, appartenente appunto alla stirpe di Perseo, mentre quella di Eracle viene ritardata di tre. Venuto a sapere quanto successo, Zeus va su tutte le furie, tuttavia il suo avventato proclama rimane valido.
Anni dopo, mentre si trova in preda ad un attacco di follia provocatogli da Era, Eracle uccide sua moglie e i suoi figli. Ritornato padrone di sé e rendendosi conto di ciò che ha fatto, decide di ritirarsi a vivere in solitudine in un territorio disabitato. Rintracciato dal cugino Teseo, viene convinto a recarsi dall'Oracolo di Delfi dove la Pizia gli dice che, per espiare la sua colpa, deve recarsi a Tirinto al fine di servire Euristeo per dodici anni compiendo una serie di imprese, le quali sarebbero state stabilite proprio da costui. Euristeo però, problematicamente, è l'uomo che aveva rubato ad Eracle i diritti di sovranità e che, di conseguenza, egli odia più di ogni altro. Come compenso per il completamento delle fatiche, ad Eracle sarebbe stata poi concessa l'immortalità.

## Le fatiche

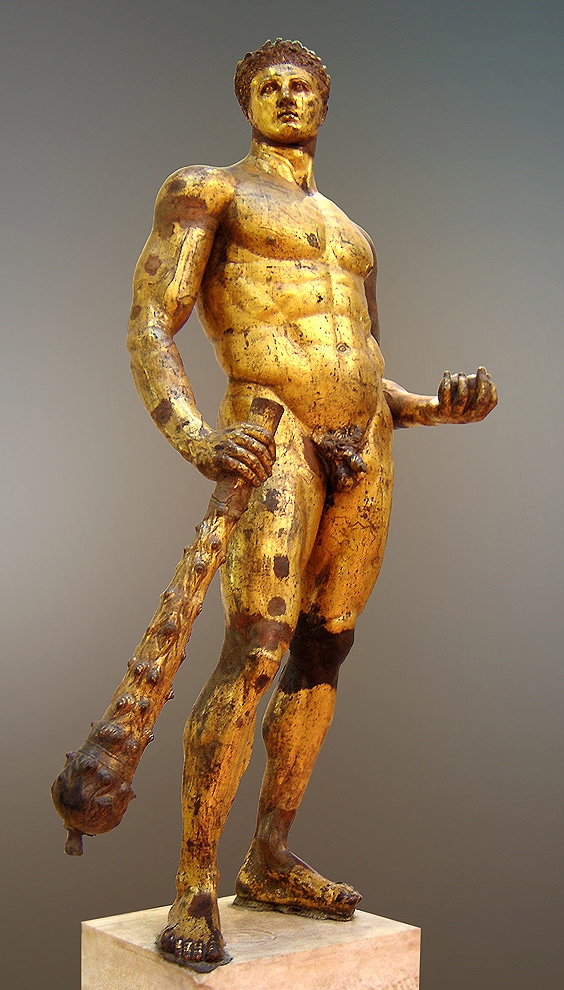
Eracle con i pomi d'oro (Ercole del Foro Boario).

Durante le sue fatiche, Ercole viene spesso accompagnato da un giovane compagno (un Eromenos) che secondo alcuni si chiama Licinio, secondo altri invece è il nipote Iolao. Sebbene dovesse originariamente compiere soltanto dieci imprese, è costretto a causa di questo compagno a cimentarsi anche in altre due, infatti Euristeo non giudica valida l'uccisione dell'Idra perché il compagno l'ha aiutato, né l'episodio delle stalle di Augia perché questi ha percepito un compenso. L'ordine tradizionale delle fatiche è riportato dallo Pseudo-Apollodoro (2, 5, 1-12):
1. Uccidere l'invulnerabile leone di Nemea e portare la sua pelle come trofeo;
2. Uccidere l'immortale idra di Lerna;
3. Catturare la cerva di Cerinea;
4. Catturare il cinghiale di Erimanto;
5. Ripulire in un giorno le stalle di Augia;
6. Disperdere gli uccelli del lago Stinfalo;
7. Catturare il toro di Creta;
8. Rubare le cavalle di Diomede;
9. Impossessarsi della cintura di Ippolita, regina delle Amazzoni;
10. Rubare i buoi di Gerione;
11. Rubare i pomi d'oro del giardino delle Esperidi;
12. Portare vivo Cerbero, il cane a tre teste guardiano degli Inferi, a Micene.

## Il significato delle fatiche

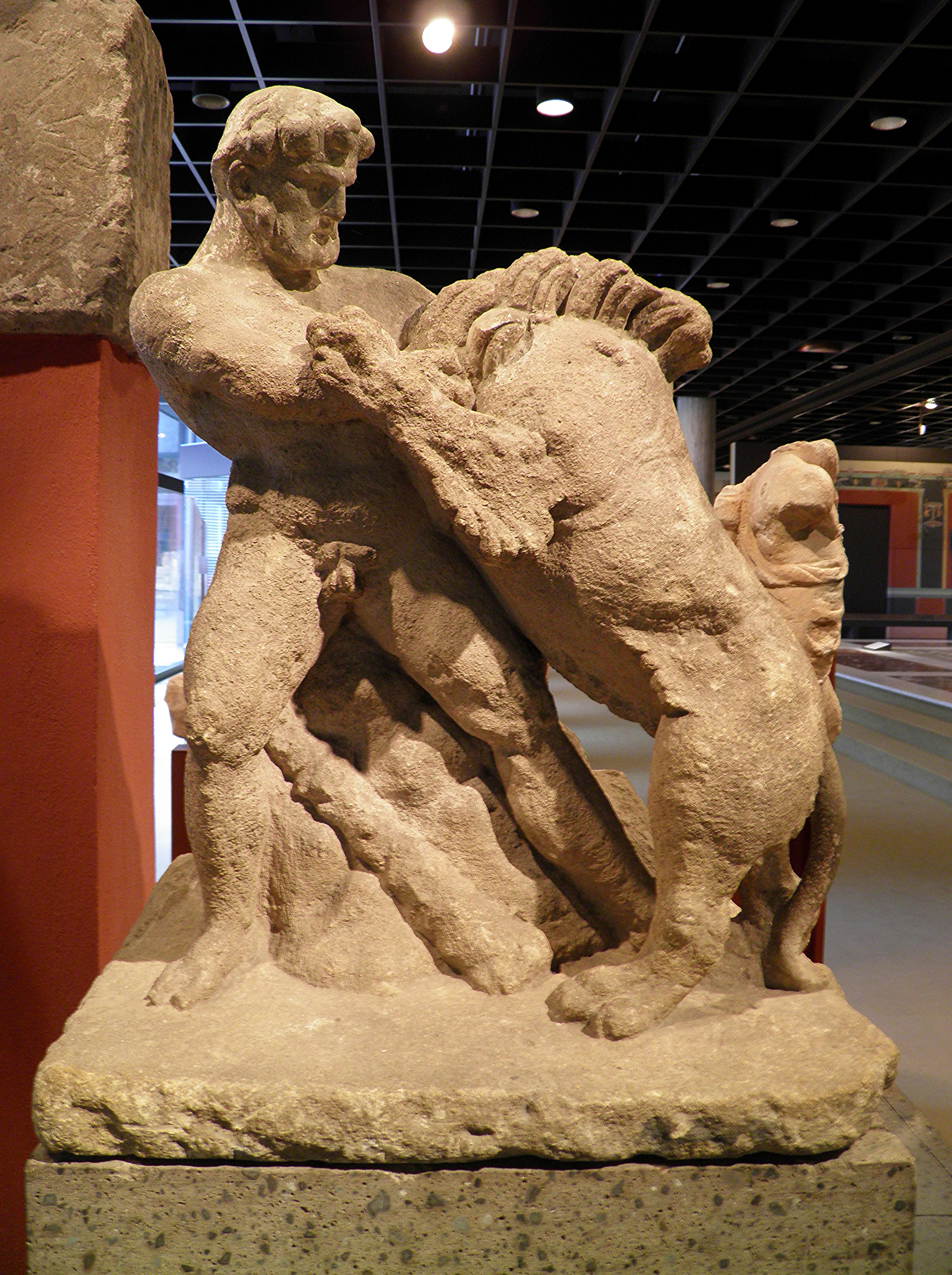
Ercole contro il leone di Nemea presso il Museo Romano-Germanico di Colonia.

Alle sovrumane imprese di Ercole, spesso compiute con un atteggiamento di sfida alla morte, si può attribuire anche un significato filosofico, morale e allegorico che supera quello immediato di semplice narrazione di gesta eroiche: la figura di Eracle rappresenta una tradizione di mistica interiore e le Fatiche possono essere tranquillamente interpretate come una sorta di cammino spirituale. Le ultime tre Fatiche di Ercole sono generalmente interpretate come una metafora della morte.  Ercole è l'unico eroe greco al quale non sia stato attribuito un luogo di sepoltura, e i sacrifici e le libagioni ctonie in suo onore venivano celebrati contemporaneamente in tutte le località. Alcuni studiosi di recente hanno sostenuto l'ipotesi per cui le dodici fatiche di Ercole (Eracle) siano state assimilate ai dodici segni dello zodiaco, anche se in alcuni casi è difficile vederne una analogia.
Recenti studi scientifici, pubblicati nel 2017 dal CNR, hanno riconosciuto come il ciclo leggendario di Eracle preservi invece una descrizione dettagliata, benché trasfigurata dalla tradizione orale, dell’epopea di quei gruppi umani che gli archeologi moderni chiamano “Micenei”, dal loro primo manifestarsi nella piana di Argo ai contatti stabiliti con altre civiltà del Mediterraneo, durante tutta l'età del Bronzo.

### La geografia delle fatiche

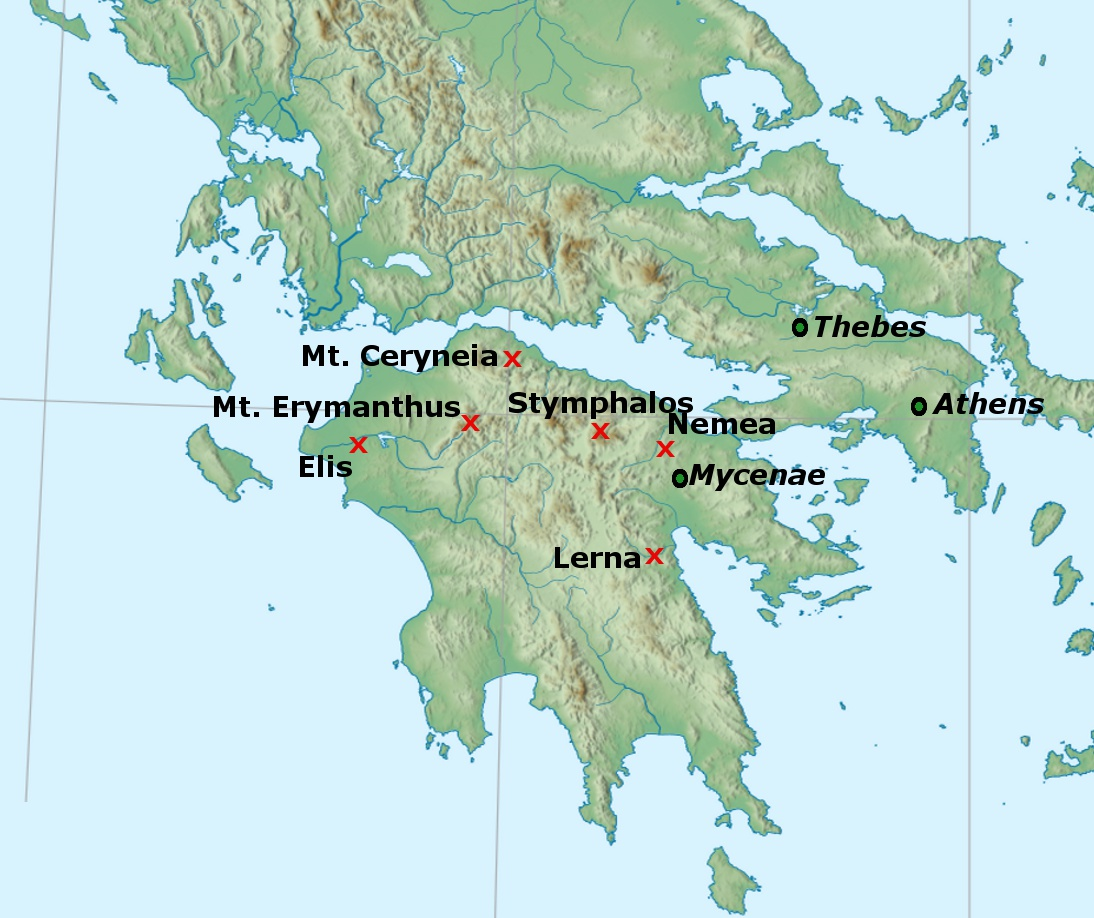
Le prime sei imprese si svolgono tutte in luoghi del Peloponneso.

La ricerca di una possibile localizzazione geografica dei luoghi in cui le Fatiche vengono portate a termine porta a concludere che la maggior parte di esse si svolga nel territorio dell'Arcadia o, comunque, siano in relazione con esso.
- La cittadina di Nemea a nord-ovest di Argo.
- Il lago Lerna, ora scomparso, a sud dell'omonima cittadina.
- Il monte Erimanto, attualmente chiamato Olonos.
- La cittadina di Cerinea, nel nord-ovest del Peloponneso.
- Il lago Stinfalo, immediatamente a ovest di Cerinea, che anticamente era una palude.
- Il fiume Alfeo, che scende dai monti ad occidente.
- La città di Sparta, dove si colloca l'entrata al mondo dei morti.
- L'isola di Creta, abitata da abili navigatori e commercianti.
- La nazione della Tracia, descritta come nemica di Argo durante la Guerra di Troia, e qui collegata al mito di Diomede.

## Letteratura
- Agatha Christie, Le fatiche di Hercule, 1947